# 醍醐站 (秋田縣)
醍醐站（日语：／ Daigo eki */?）是位於秋田縣橫手市平鹿町醍醐字太茂田8番，東日本旅客鐵道（JR東日本）的奧羽本線車站。

## 歷史
- 1950年（昭和25年）7月25日：在平鹿郡（日语：平鹿郡）醍醐村（日语：平鹿町醍醐）開設醍醐臨乘降場[3]，可於該乘降場購買車票。
- 1951年（昭和26年）11月15日：升級為車站[1]。
- 1970年（昭和45年）12月1日：成為無人車站[2]。
- 1987年（昭和62年）4月1日：伴隨國鐵分割民營化，車站由東日本旅客鐵道（JR東日本）營運。

## 車站構造
車站是一座地面車站，設有1面1線的單式月台。在車站啟用當初設有一座木造車站大樓。後來成為無人車站後，使用了國鐵末期貨車改造而成的車站大樓。在2006年（平成18年）11月，再次重建，成為現時的模樣。
此站是由橫手站管理的無人車站。

## 車站周邊
- 秋田家鄉農協（日语：秋田ふるさと農業協同組合）福祉事業所（日間服務中心「醍醐之里」、短期居住「Smile醍醐」） - 站前
- 國道13號 - 約200米
- 橫手市立醍醐公民館、橫手市政廳醍醐行政服務中心 - 約300米
- 橫手市立醍醐小學 - 約300米
- 大橋簡易郵局 - 約200米
- 醍醐郵局

## 其他
- 由愛麗絲（日语：アリス (フォークグループ)）發行單曲的圓盤外套（日语：ディスクジャケット）中，使用了在此線非電氣化當時，此站的風景[注釋 1]。此站包含羽前千歲站與秋田站區間，均在1975年10月13日電氣化，因此在該日期之前拍攝。

## 相鄰車站
東日本旅客鐵道（JR東日本）
■奧羽本線
□快速
通過
■普通
十文字－醍醐－柳田

## 注腳

## 外部連結
- 車站資訊（醍醐）：東日本旅客鐵道（日語）